# 戈萬奇

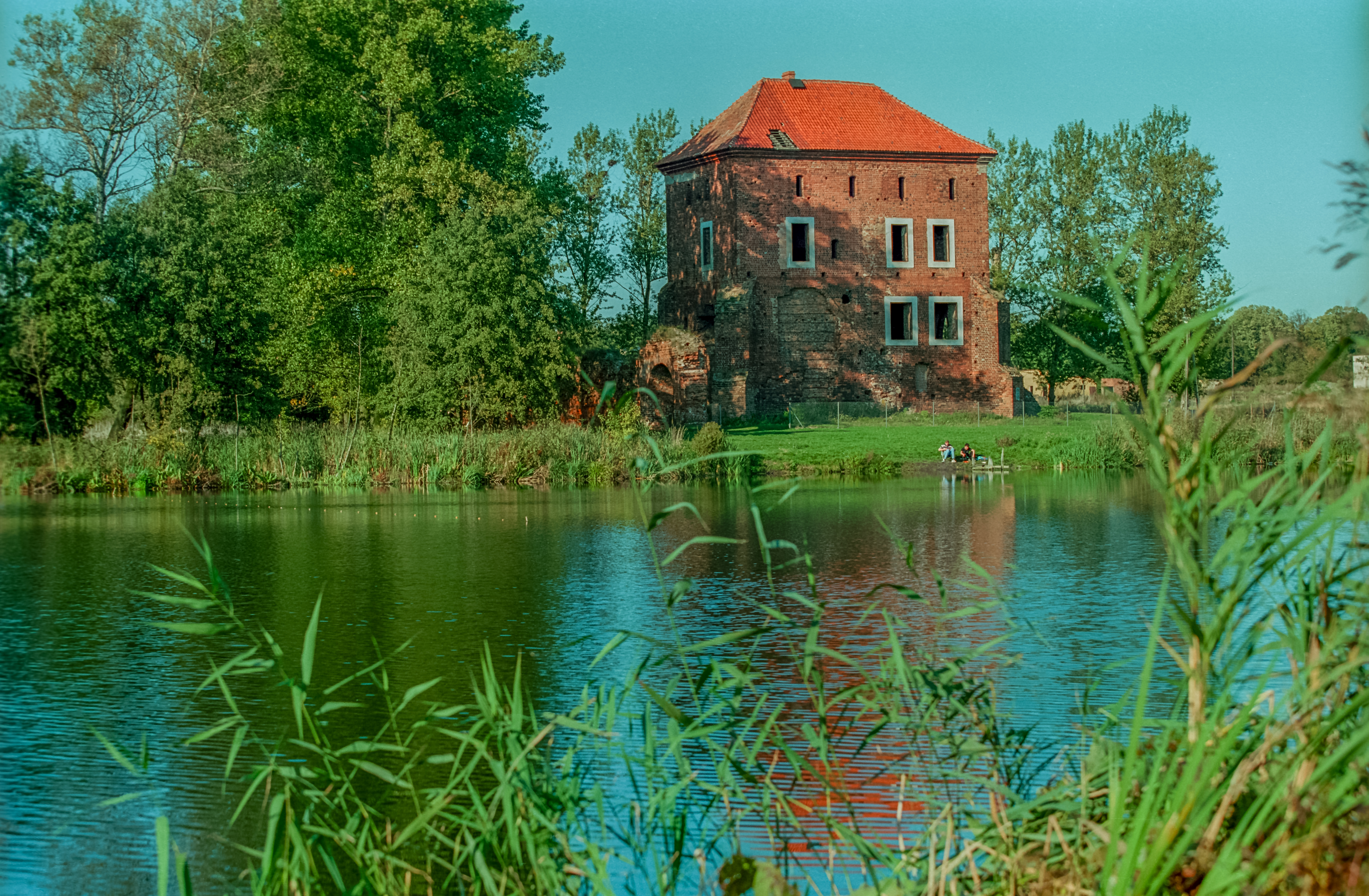
戈万奇城堡

戈萬奇是波蘭的城鎮，位於該國西北部，由大波蘭省負責管轄，面積12.63平方公里，海拔高度95米，2006年人口3,342。第二次世界大戰期間，納粹德國在1939年9月至1945年1月22日期間佔領該鎮。

## 外部連結
- Official town webpage （页面存档备份，存于）

52°56′54″N 17°18′05″E / 52.94833°N 17.30139°E